# Love Kills (Roberto Bellarosa)
Love Kills è un singolo del cantante belga Roberto Bellarosa, pubblicato nel 2013. La canzone è stata scritta da Jukka Immonen e Iain Farquharson.
Con questo brano Bellarosa ha partecipato, in rappresentanza del Belgio, all'Eurovision Song Contest 2013 svoltosi in Svezia, dove si è classificato al 12º posto in finale.

## Tracce
1. Love Kills – 3:00